# Огуљотина
Огуљотина, абразија или  екскоријација коже (лат. excoriatio cutis) је повреда коже настала косим повлачењем тупог-тврдог средства по кожи при коме долази до љуштења слојева или читаве наткожице (лат. epidermis) од кожице (лат. corium), или слузокоже (лат. excoriatio mucosa), укључујучи и одљуштење надслузнице (lamina epithelialis). Најчешће је последица било дејства тупине механичког оруђа (посебно ако је оно са храпавом површином) или пада на храпаву површину.
Огреботина је линеарна врста огуљотине, насатала гребањем - сопственим ноктима или ноктима друге особе, канџама животиња или другим назубљеним предметима.

## Етиологија
Огуљотина настаје као последица површинско трљање или хабање коже, обично узроковано дејством тупине механичког оруђа (посебно ако је оно са храпавом површином) или пада на храпаву површину, огреботом од четке или од људских ноктију и животињских канџи.
Уобичајени узроци огуљотина су:
- Пад на камени или шљунчани под.
- Клизање по матичној плочу у бејзболу.
- Пад са мотоцикла или бицикла у покрету на тротоар или коловоз.
- Трљање коже о тепих или грубу површину тепиха.
- Нокти, човека, мачака или других животиња могу изазвати огреботину (линеарну огуљотину) чији облик одражава облик прстију или канџи на кожи повређене особе.

Ово су обично мање повреде које се могу лечити код куће. Кожа може крварити или лучити мале количине секрета у тренутку повреде али понекад и током наредних неколико дана ако се површина ране трља или изгребе.

## Огуљотина према степену оштећења
Огуљотина првог степена укључује само повреду епидерма.
Огуљотина другог степена захвата епидермис као и дермис и може благо крварити.
Огуљотина трећег степена укључује оштећење коже и поткожног слоја и често се назива авулзија.

## Карактеристике огуљотине
- Огуљотина је лака телесна повреда из групе озледа, која не оставља последице, али са њом треба поступати пажљиво, јер је најчешће пуна загађеног страног садржаја.
- Након повреде из огуљотине (кожице-кориума) истичу; ткивна течност, лимфа и понекад крв, ако су оштећени капилари у ресицама кожице-коријума.
- Изливена течност се врло брзо сасуши и заједно са оштећеним ћелијама наткожице-епидерма, формира чврсту, жућкасту или црвенкастомрку корицу - крусту.
- Као реакција на повреду долази и до „прилива“ леукоцита, који се могу придружити крусти.
- Након 7-14 дана започиње пролиферација епитела, са ивица очуваног епидерма који прво покрива дефект у једном слоју ћелија, да би се након неколико недеља формирао комплетан епидерм.[2]

## Значај огуљотине у судској медицини
Огуљотине су веома значајне у судској медицини пошто својим изгледом могу упућивати на врсту оруђа којим су нанете, затим могу одавати трагове аутомобила код саобраћајних несрећа (шара гума, блатобрана итд), или код огреботине са линеарним траговима на повреде нанете од стране животиња.

## Тарапија
- Сву прљавшину, нечистоћу и друге примесе (уља, масноћу, чађ итд), треба уклонити из огуљотине обилним испирањем млаком водом уз употребу медицинског (бактерицидног) сапуна, а према потреби страни садржај уклонити и уз употребу меке стерилне четкице. Ако је обрада огуљотине или огреботине болна, може се применити неки од локалних анестетика (као што су лидокаин или бензокаин).[3]
- Огуљотина се затим пере стерилним физиолошким раствором (0,9% NaCl) а затим и неким дезинфицијенсом (Октанисепт, Риванол, Асепсол).
- Преко огуљотине се ставља вазалинска газа или стерилна повеска (газа, први завој..) и фиксира другим завојем.[2]
- Ако се ради о већем броју огуљотина или су оне на великој површини према потреби се прописују аналгетици, а код масовног загађења и локални, орални или парентерални антибиотици.

### Процес оздрављења
Слике испод, приказују процес оздрављења огуљотине на длану, након пада на храпаву бетонску подлогу.
- 32 минута након повреде
- 16 часова и 45 минута након повреде
- 1 дан 19 часова 32 минута након повреде
- 2 дана 22 часа и 12 минута након повреде
- 12 дана 23 часа и 24 минута након повреде
- 13 дана 15 часова и 30 минута након повреде
- 17 дана 11 часова 30 минута након повреде
- 18 дана 11 часова и 43 минута након повреде
- 21 дан 18 часова и 21 минута након повреде
- 30 дана 4 часа и 43 минута након повреде

## Превенција
Како је огуљотина најчешће узрокована случајним незгодама, њихова појава се  можете смањити следећим мерама превенције:
- Обратите пажњу на своју околину, посебно када сте у близини животиња, неравног тла или оштрих предмета.
- Ношење одеће, опреме или заштитне опреме током рада или учешћа у спортским активностима.
- Избегавање опасности укључујући оштре предмете и неравне површине.
- Пратити стање сопственог тела да бисте спречили незгоде или падове. Ако сте уморни, одспавајте и не приморавајте се да урадите нешто потенцијално опасно.
- Уклањање потенцијалних ризика током шетње и путовања у близини прометних места.

## Компликације
Инфекција је један од најчешћих компликација огуљотине коју карактерише:
- Појачани бол, оток, топлина или црвенило око огуљотине.
- Црвене пруге које су последица огреботине.
- Гној који цури из огуљотине или огреботине.
- Грозница и повишена телесна температура.

## Прогноза
Већина огуљотина и огреботина добро зараста и можда неће требати завој. Обично зарастају у року од 3 до 7 дана. Зарастање велике, дубоке огуљотине и  огреботина може трајати 1 до 2 недеље или дуже. На неким огуљотинама се може формирати краста.